# IC 469
IC 469 è una galassia visibile nella costellazione di Cefeo.
Si presenta con un nucleo compatto, decisamente ovale e leggermente inclinato da est ad ovest; la visuale nella nostra direzione è quasi frontale il che rende percettibili i due bracci laterali.
La stella più vicina, a portata di strumenti amatoriali, è SAO 1236, di magnitudine visuale 8,96 e classe spettrale K0, situata 3',9 a nord della galassia.